# ليو مورتون
ليو مورتون (بالإنجليزية: Lewis Morton)‏ هو كاتب سيناريو أمريكي، ولد في 19 ديسمبر 1970.

## وصلات خارجية
- ليو مورتون على موقع IMDb (الإنجليزية)
- ليو مورتون على موقع قاعدة بيانات الفيلم (الإنجليزية)